# 奥勒斯塔
奥勒斯塔，是主要使用于挪威的挪威語姓。以下知名人物使用此姓：
- 埃于温·奥勒斯塔（约1931年－），羽毛球运动员